# Jengkok
Jengkok is een bestuurslaag in het regentschap Indramayu van de provincie West-Java, Indonesië. Jengkok telt 5034 inwoners (volkstelling 2010).